# Serrasalmus
Serrasalmus ist eine zu den Piranhas gehörende Gattung in der Familie der Sägesalmler mit morphologisch unterschiedlichen, kleinen bis großen Arten.

## Merkmale
Die Gattung Serrasalmus ist in der Erscheinung der Gattung Pristobrycon ähnlich. Von den nicht zu den Piranhas gehörenden Sägesalmlern unterscheiden sich Serrasalmus Arten durch die charakteristische Bezahnung. Die scharfen, klingenartigen Zähne sitzen auf dem Ober- und Unterkiefer in einer einzelnen Reihe. Ähnlich wie bei den Gattungen Pristobrycon und Pygocentrus sind die Zähne dreieckig (insbesondere die hinteren) mit zwei oder drei Spitzen, von denen eine erheblich länger als die anderen ist. Der Unterkiefer reicht bei geschlossenem Maul deutlich über den Oberkiefer hinaus.
Der Körper ist silberfarben, oft rötlich orange an Wangen, Bauch und an einigen Flossen. Allerdings sind große, adulte Exemplare mehrerer Arten dunkel, meist grauschwarz bis schwarz (beispielsweise Serrasalmus gouldingi, Serrasalmus manueli oder der Schwarze Piranha Serrasalmus rhombeus), die dunkelsten Individuen kommen in Schwarzwasser vor. Die Rückenflosse ist moderat lang, die Afterflosse lang, eine Fettflosse ist vorhanden.

## Verbreitung
Serrasalmus ist die am weitesten verbreitete Gattung der Sägesalmler. Das Verbreitungsgebiet erstreckt sich über die ganze Amazonas-Orinoco-Guayana (AOG) Region mit 12 Ökoregionen sowie das Rio São Francisco und das Río de la Plata Einzugsgebiet. Dabei weisen das Amazonas Gebiet mit 17 Arten und das Orinoco Gebiet mit 8 Arten bei 4 überlappenden Arten die größte Artvielfalt auf.

## Lebensweise
Viele Jungfische und einige adulte Tiere der Gattung ernähren sich von den Flossen anderer Fische. Größere Exemplare attackieren größere Fische und manchmal Säugetiere und beißen Fleischstücke aus ihnen heraus, auch Flossenteile oder ganze kleine Fische werden gefressen. Gelegentlich, wenn verfügbar, werden auch Samen und Früchte genommen. In Serrasalmus-Mägen fanden sich auch Stücke von Fröschen und Kröten, Reptilien, Vögel, Nagetieren, Krabben, Insekten und Schnecken.

## Arten (Auswahl)
FishBase listet 31 Arten, unter anderem:
- Serrasalmus altuvei
- Serrasalmus auriventris
- Serrasalmus brandtii (Pirambeba)
- Serrasalmus compressus
- Serrasalmus eigenmanni
- Serrasalmus elongatus
- Serrasalmus geryi
- Serrasalmus gouldingi
- Serrasalmus hastatus
- Serrasalmus hollandi
- Serrasalmus maculatus
- Serrasalmus manueli
- Serrasalmus marginatus
- Serrasalmus medinai
- Serrasalmus nattereri (Natterers Sägesalmler)
- Serrasalmus nalseni
- Serrasalmus neveriensis
- Serrasalmus odyssei
- Serrasalmus rhombeus (Schwarzer Piranha)
- Serrasalmus sanchezi
- Serrasalmus serrulatus
- Serrasalmus spilopleura (Schwarzband-Sägesalmler)